# The Visitation
A The Visitation a Doctor Who sorozat 119. része, amit 1982. február 15. és február 23. között adtak négy epizódban. Ebben a részben semmisül meg a Doktor szónikus csavarhúzója.

## Történet
A Doktor korábbi ígéretének megfelelően útitársnőjét, Tegant a Heathrow-i repülőtérre viszi - csak éppen 1666-n érnek oda. A Doktor a közelben egy lezuhant mentőkapszulát fedez fel, amelyből három idegen, három terileptil megszökött. A foglyok fertőzött patkányok segítségével halálos kórt akarnak a Földön elterjeszteni.

## Epizódlista
| Epizódok sorszáma | Bemutató napja    | Hossza | Nézők száma (millió) |
| ----------------- | ----------------- | ------ | -------------------- |
| 1.                | 1982. február 15. | 24:11  | 9,1                  |
| 2.                | 1982. február 16. | 24:26  | 9,3                  |
| 3.                | 1982. február 22. | 24:24  | 9,9                  |
| 4.                | 1982. február 23. | 23:32  | 10,1                 |

## Könyvkiadás
A könyvváltozatát 1982. augusztus 19-én adta ki a Target könyvkiadó. Írta Eric Saward.

## Otthoni kiadás
- VHS-en 1994 júliusában adták ki, a Black Orchid című történettel.
- DVD-n 2004. január 19-én adták ki.
  - A felújított különleges kiadását 2013. május 6-án adták ki.

### Fordítás
- Ez a szócikk részben vagy egészben  a   The_Visitation_(Doctor_Who) című angol Wikipédia-szócikk fordításán alapul.  Az eredeti cikk szerkesztőit annak laptörténete sorolja fel. Ez a jelzés csupán a megfogalmazás eredetét és a szerzői jogokat jelzi, nem szolgál a cikkben szereplő információk forrásmegjelöléseként.